# Katharine Fremantle
Katharine (Kay) Dorothy Honor Fremantle (Swanbourne, 23 mei 1919 – Hilversum, 22 maart 2018) was een Engelse kunsthistoricus, architectuurhistoricus en academicus, afkomstig uit het adellijke geslacht Fremantle. Ze was de dochter van kolonel Thomas Francis Lord Fremantle, 3rd Baron Cottesloe (1862-1956) en Florence Tapling (1875-1956). Ze was gevestigd in Nederland en werkzaam aan het Kunsthistorisch Instituut van de Universiteit Utrecht.

## Opleiding

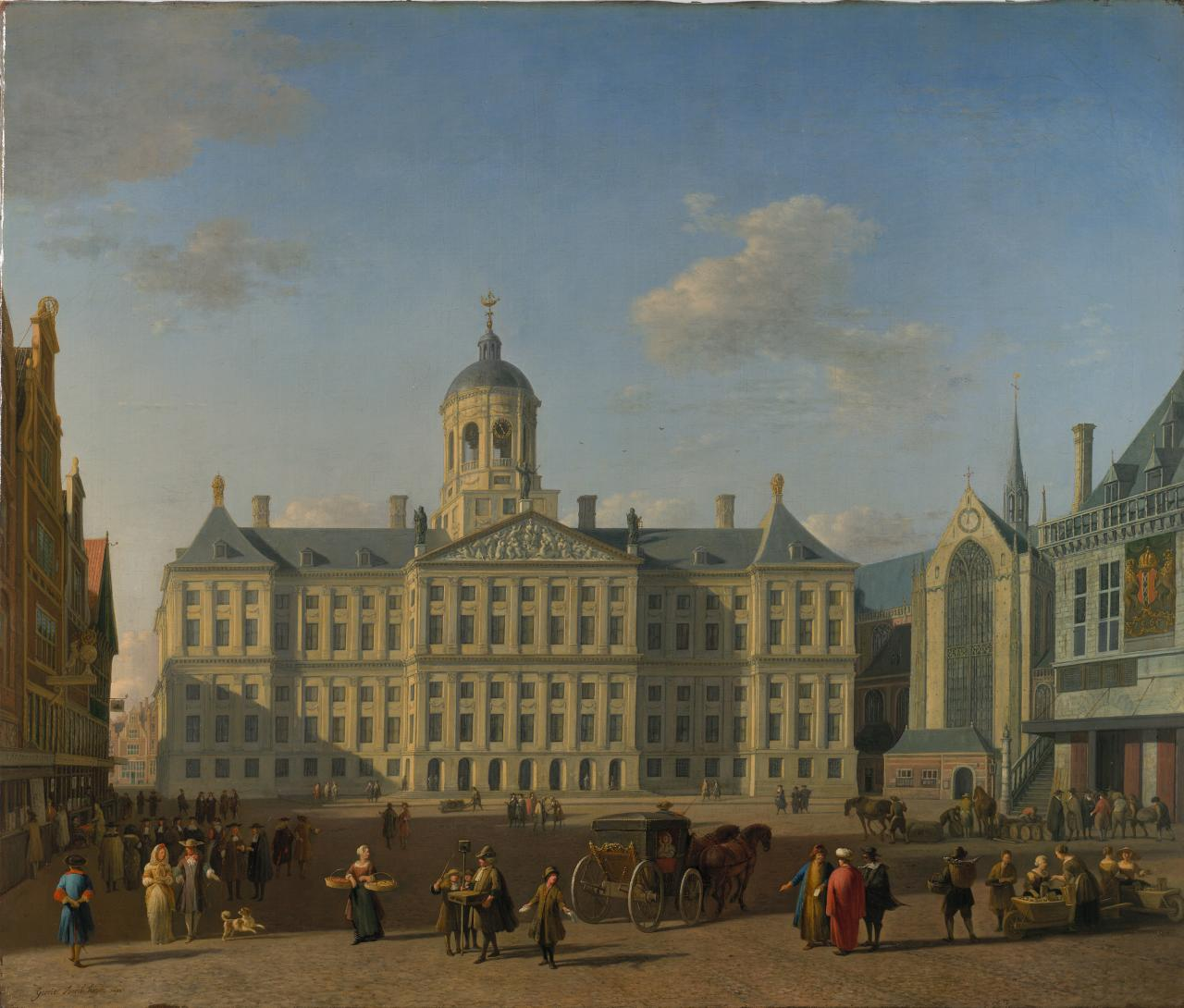
Gerrit Berckheyde, Het Stadhuis te Amsterdam, 1690 - onderwerp van Fremantle's proefschrift

Als tiener verruilde Fremantle de gesloten Engelse adellijke wereld tijdelijk voor Amsterdam, tijdens een uitwisseling van scholieren. Kort na het uitwisselingsprogramma brak de Tweede Wereldoorlog uit. Pas toen ze achter in de twintig was kon Fremantle studeren aan de Universiteit van Cambridge bij Johannes Wilde, waar zij in 1941 haar BA behaalde, gevolgd door een MA. Vervolgens ging zij naar het Courtauld Institute of Art, University of London en voltooide haar PhD in 1956, met een proefschrift over het stadhuis van Amsterdam (nu bekend als het Paleis op de Dam), mede dankzij een Nederlandse beurs. 

## Loopbaan
Na haar studie verhuisde Fremantle voorgoed naar Nederland, waar ze werkte als universitair hoofddocent kunstgeschiedenis aan de Universiteit Utrecht en later voor de Vrije Universiteit Amsterdam. Ze werd aangesteld door hoogleraar Jan Gerrit van Gelder, die het Kunsthistorisch Instituut beter wilde doen aansluiten bij de Engelstalige wetenschap. Bovendien paste Fremantles benadering van de architectuur goed bij de iconologische methode van William Heckscher, die ook in Utrecht werkzaam was.
Van Gelder was van grote invloed op haar werk, steunde de publicatie van haar proefschrift dat in 1959 in gepubliceerde vorm verscheen en werd beloond met de Karel van Manderprijs. Ook moedigde hij haar aan om breed te schrijven over haar gekozen onderwerp. Dit heeft er mede voor gezorgd dat haar boek een standaardwerk over het voormalige stadhuis van Amsterdam is gebleven. Hij adviseerde haar ook om het dagboek te publiceren van de 18e-eeuwse Engelse schilder James Thornhill, die in 1711 door Nederland reisde.
Fremantles persoonlijk archief is in het najaar van 2019 geschonken aan het RKD-Nederlands Instituut voor Kunstgeschiedenis in Den Haag. Het archief bevat correspondentie met onder meer haar Courtauld-docent Johannes Wilde en een Courtauld-medestudent, Kerry Downes, die architectuurhistoricus werd, de Belgische kunsthistorica Elisabeth Dhanens, Van Gelder en Heckscher.

## Boeken
- Some drawings by Jacob van Campen for the Royal Palace of Amsterdam, 1953.
- The Baroque Town Hall of Amsterdam, Utrecht: Haentjens Dekker & Gumbert, 1959.
- Jan Jansz. De Vos, sculptor of Haarlem, the author of some notable lost works, Amsterdam: 1965.
- Sir James Thornhill's sketch-book travel journal of 1711: a visit to East Anglia and the Low Countries, Utrecht: Haentjens Dekker & Gumbert, 1975.
- Focus on sculpture: Quellien's art in the Palace on the Dam, Amsterdam, tentoonstellingscatalogus 12 juni - 11 september 1977.

## Artikelen
- 'Cornelis Brisé and the Festoon of Peace', Oud Holland, 1954.
- 'Themes from Ripa and Rubens in the Royal Palace of Amsterdam', Burlington Magazine, 1961.
- 'The open vierschaar of Amsterdam's seventeenth-century town hall as a setting for the city's justice', Oud Holland, 1962.
- 'The fountains designed for van Campen's Amsterdam Town Hall and Quellien's models for them', Album discipulorum, 1963.
- 'A visit to the United Provinces and Cleves in the time of William III described in Edward Southwell's Journal', Nederlands kunsthistorisch jaarboek, 1970.
- 'The Identity of Johan Moreelse, Painter', Burlington Magazine, 1974.
- 'The theme of wise counsel in Amsterdam's former town hall', Burlington Magazine, ed. Benedict Nicolson. 2015.